# 夜の踊り子
「夜の踊り子」（よるのおどりこ）は、サカナクションの7枚目のシングル。2012年8月29日にビクターエンタテインメントから発売された。

## 概要
前作から約3ヶ月ぶりとなるシングル。
カップリングにはセルフリミックスした｢僕と花」を収録。バンド名義でリミックスするのは初めてとなる。
今作はDVD付きの初回限定盤とCDのみの通常盤の2形態で販売。初回限定盤は特殊パッケージ仕様となっており、DVDが付属されている。付属のDVDには、同年行われたツアー「SAKANAQUARIUM 2012 ZEPP ALIVE」のファイナル公演の模様と、無観客で撮り下ろした「ZEPP ALIVE ALONE」と題したパフォーマンスを、ハイスペックカメラやバイノーラルマイクといった機材を用いて撮影された映像を収録。なお、タワーレコード、HMV、TSUTAYAでの購入特典「夜に光るステッカー」が先着でプレゼントされる。SWEET LOVE SHOWER 2012とRUSH BALL 2012両フェス会場のみの購入特典は「踊」「跳」の2文字が入ったタトゥーシール・セットをプレゼント。

## ミュージック・ビデオ
「夜の踊り子」のミュージック・ビデオは「『バッハの旋律を夜に聴いたせいです。』」を手がけた田中裕介をディレクターに、北澤“momo”寿志をスタイリスト兼クリエイティブ・ディレクターに迎えて制作された。
ロケ地は富士山の麓で、メンバーは和服を身に纏い、踊り子が踊る中でパフォーマンスしている。踊り子役で若手日本舞踊家の 花柳凜 （ 花柳流 ）と藤蔭里燕（藤蔭流）が出演しているほか、三浦由衣が出演している。踊り子の振り付けは日本舞踊花ノ本流家元の花ノ本海が担当した。
派手な和装とメイク、踊り子、そして富士山の麓というインパクトの強い画に加え、撮影方法にも工夫を凝らした映像で話題を呼んだ。

## 収録曲
（作詞・作曲：山口一郎／編曲：サカナクション）
1. 夜の踊り子[5:06]
  - 学校法人モード学園（東京・大阪・名古屋）2012年度CMソング
  - 仮タイトルは「イエロー」
2. multiple exposure[5:21]
3. 僕と花（sakanaction Remix）[6:44]

## DVD
初回版のみに収録。
- SAKANAQUARIUM 2012“ZEPP ALIVE ALONE”

1. 僕と花
2. 僕と花（sakanaction Remix）
3. ネイティブダンサー
4. アイデンティティ
5. ルーキー

- SAKANAQUARIUM 2012“ZEPP ALIVE”

1. 夜の踊り子

## 備考
- 2012年8月27日にTOKYO FMの『SCHOOL OF LOCK!』にて「夜の踊り子」が初めてフルサイズでオンエアされた[9]。
- 同年8月31日放送のテレビ朝日系の音楽番組『ミュージックステーション』に出演し、「夜の踊り子」を披露した。サカナクションとしては2度目の出演であったが、前回の「バッハの旋律を夜に聴いたせいです。」ではデジタル楽器を用いたのに対して、今回は従来のバンドスタイルで披露した。